# Luc Court
Die Société des Anc. Établissements Luc Court et Cie war ein französischer Hersteller von Automobilen und Nutzfahrzeugen.

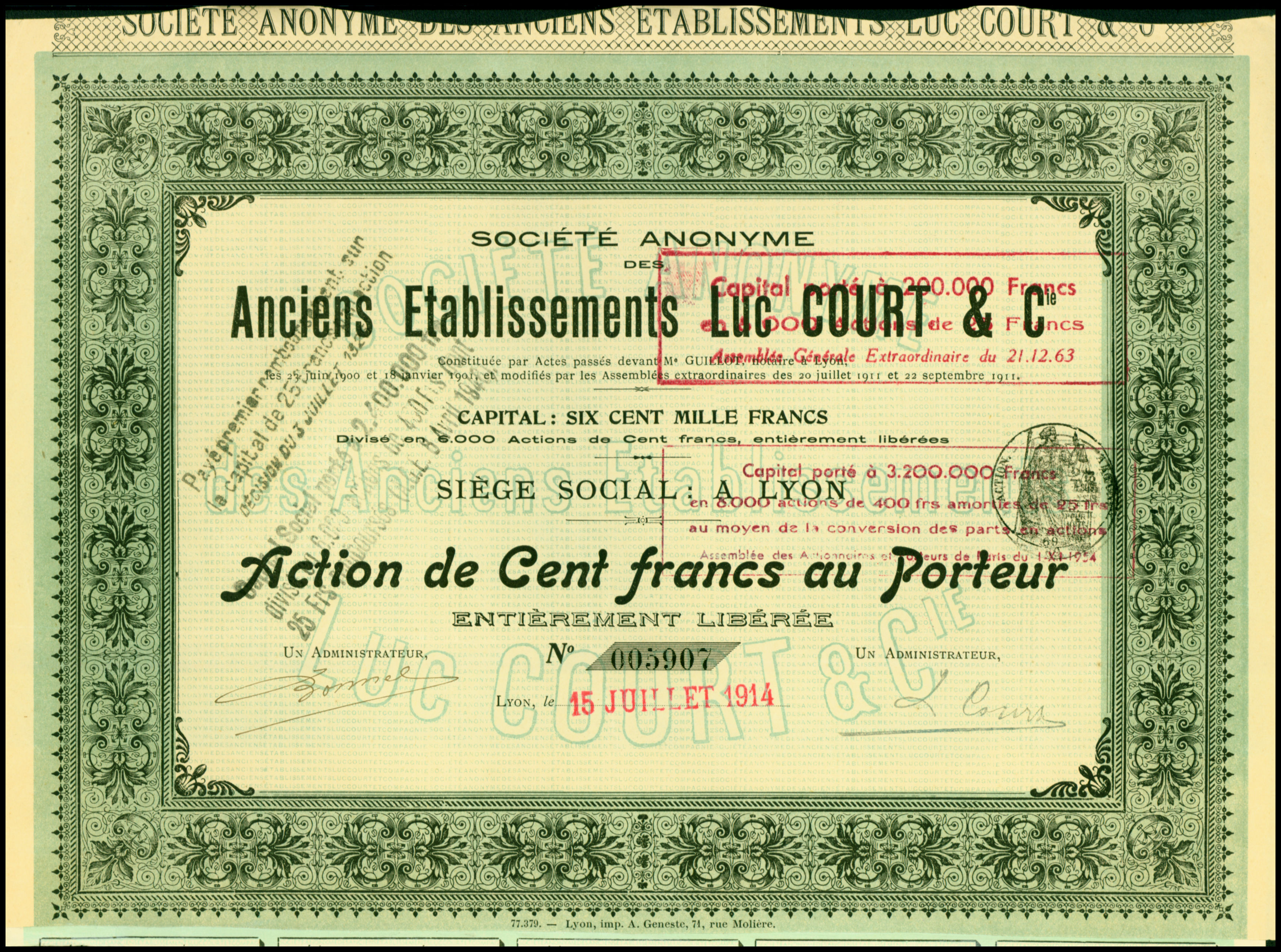
Aktie über 100 Francs der Anciens Etablissements Luc Court & C vom 15. Juli 1914

## Unternehmensgeschichte
Die Elektrogerätefabrik aus Lyon produzierte ab 1892 Autozubehör und 1899 ihr erstes Automobil. 1930 endete die Produktion von Automobilen, 1936 jene von leichten Nutzfahrzeugen. Lastwagen gab es wahlweise mit Benzin- oder Dieselmotor bis 1952.

## Fahrzeuge
Das erste Modell von 1899 war die Voiturette 8 CV mit einem wassergekühlten Zweizylinder-Reihenmotor mit 2355 cm³ Hubraum und einer Leistung von 13 bhp (9,7 kW) bei 1250/min., Lederkonuskupplung und einem Fünfganggetriebe mit Rückwärtsgang. Die Kraft wurde über zwei Antriebsketten auf die Hinterräder übertragen. Vorn und hinten wurden Starrachsen an Halbelliptik-Blattfedern verwendet. Es folgte das Vierzylindermodell 20/24 CV. Ab 1904 hatten die Fahrzeuge ein geteiltes Fahrgestell, so dass man den Bug des Fahrzeuges mit dem Motor leicht vom Rest des Wagens trennen konnte. So ließen sich ohne großen Aufwand im Sommer und Winter verschiedene Karosserieaufbauten montieren. 1906 bestand das Angebot aus dem Zweizylindermodell 10 CV sowie drei Vierzylindermodellen 10 CV bis 40 CV. 1910 erschienen das Vierzylindermodell H4 14 CV, das ohne große Änderungen bis 1936 produziert wurde, sowie das Sechszylindermodell 18 CV. 1914 kam das Vierzylindermodell 20 CV mit 3600 cm³ Hubraum dazu.
Nach dem Ersten Weltkrieg gab es außer dem H4 bis 1925 noch ein großes Vierzylindermodell mit 4700 cm³ Hubraum.
Zwei Fahrzeuge dieser Marke sind im Musée Henri Malartre in Rochetaillée-sur-Saône zu besichtigen.

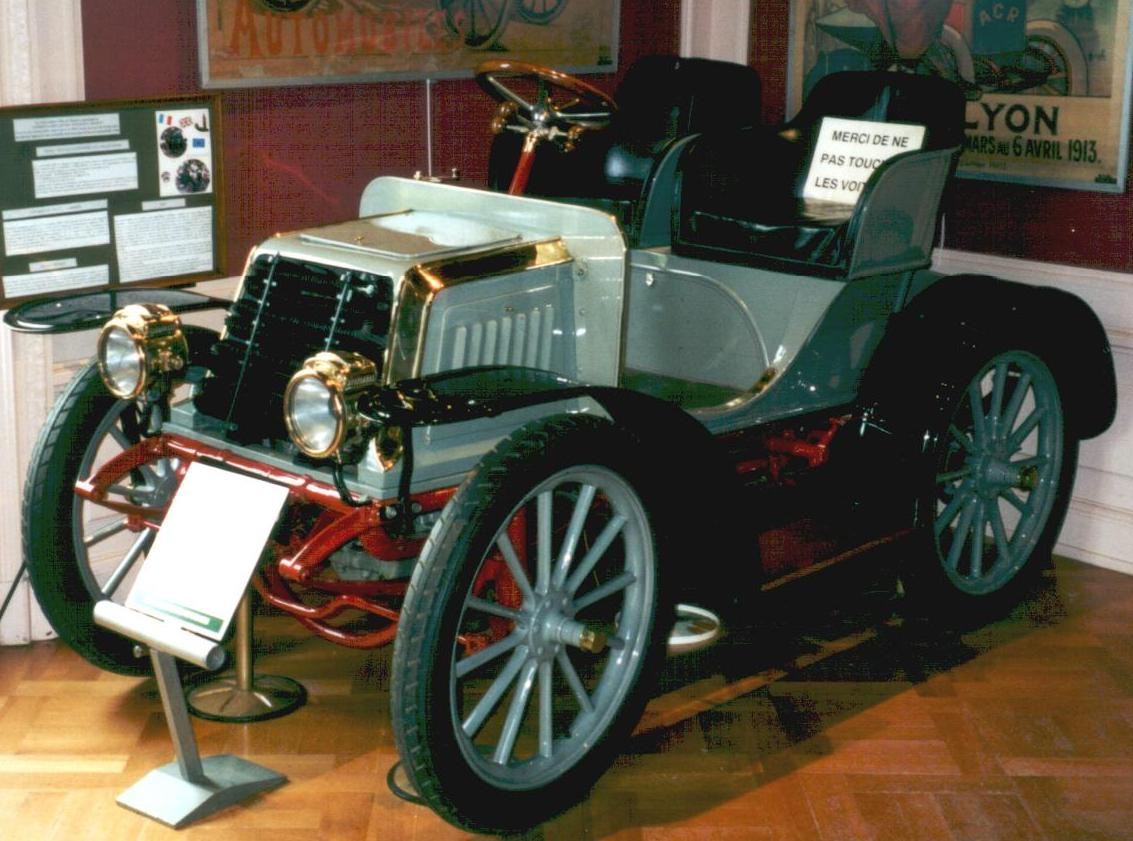
Luc Court von 1901
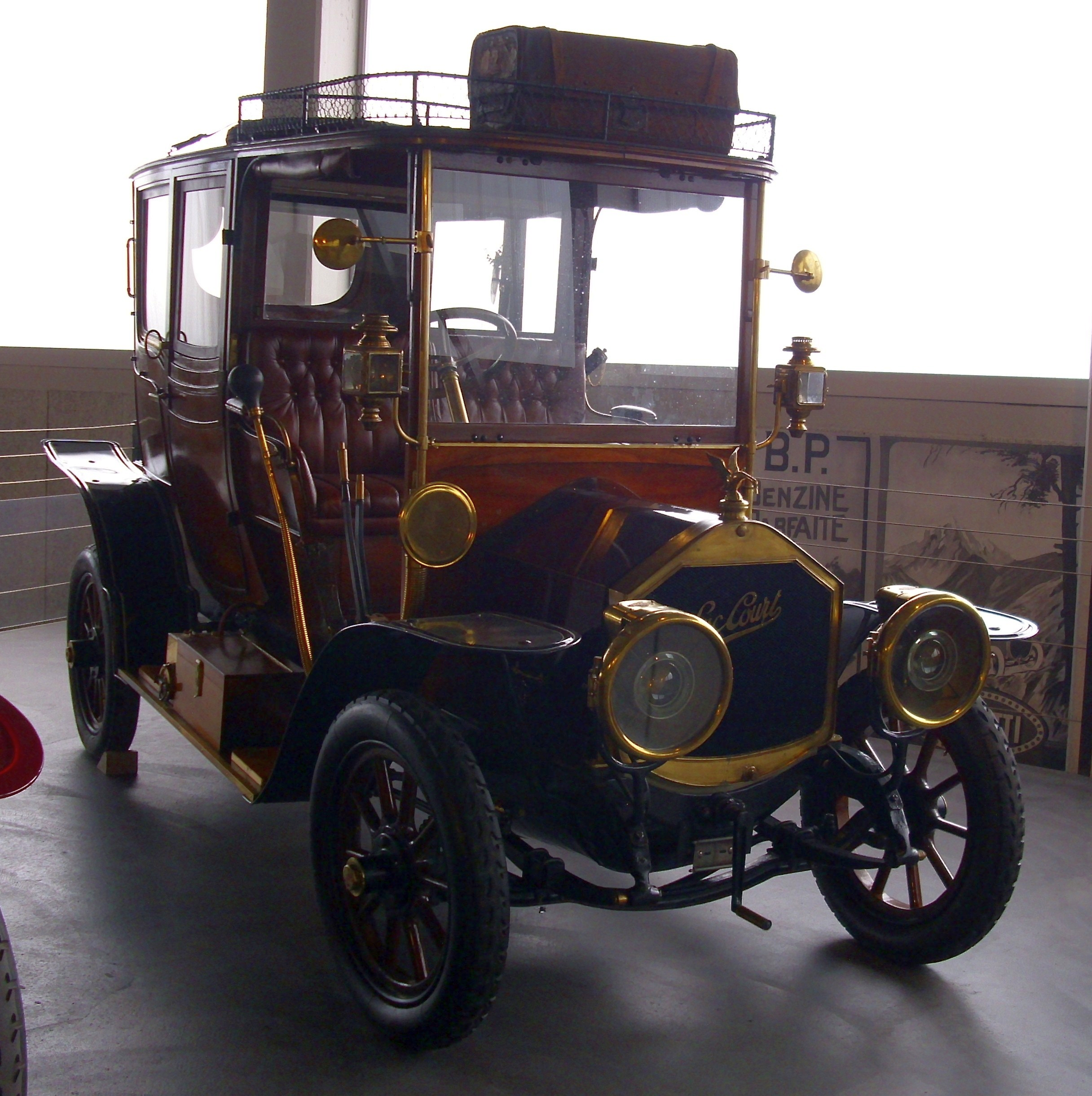
Luc Court von 1909
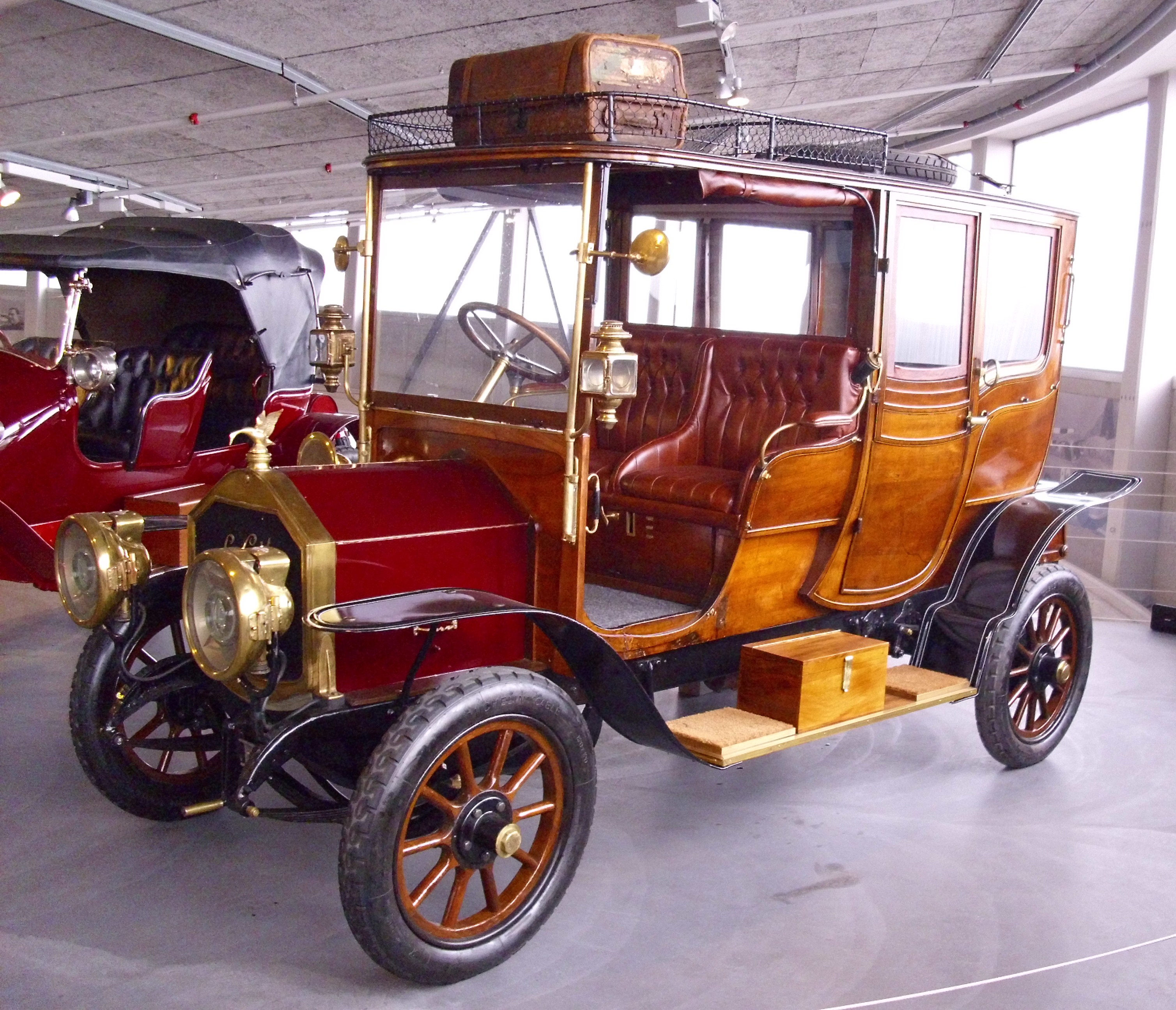
Luc Court von 1909
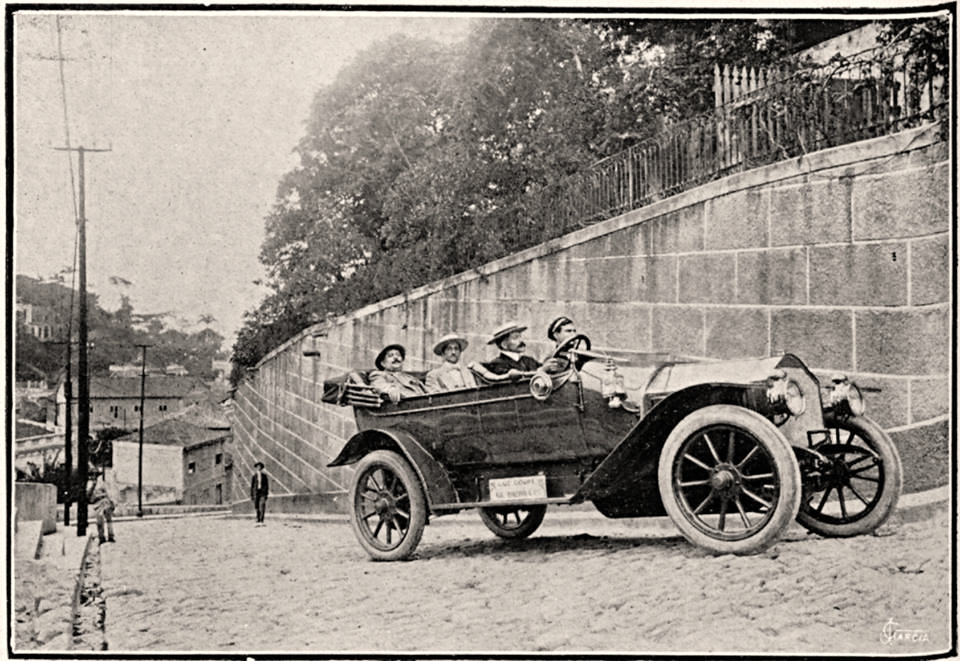
Ein Luc Court bei einem Steigungstest in Rio de Janeiro, 1912
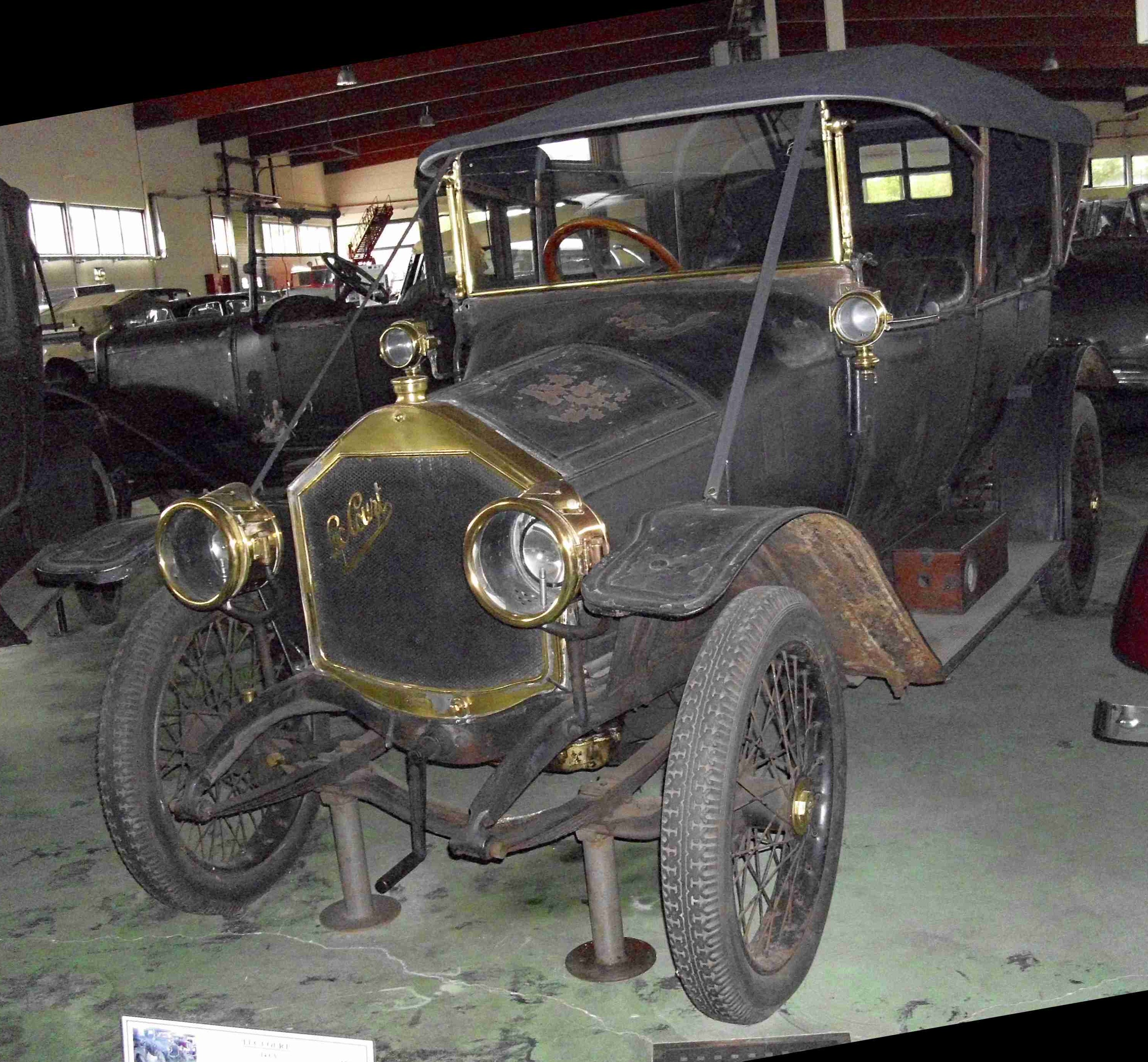
Luc Court von 1914
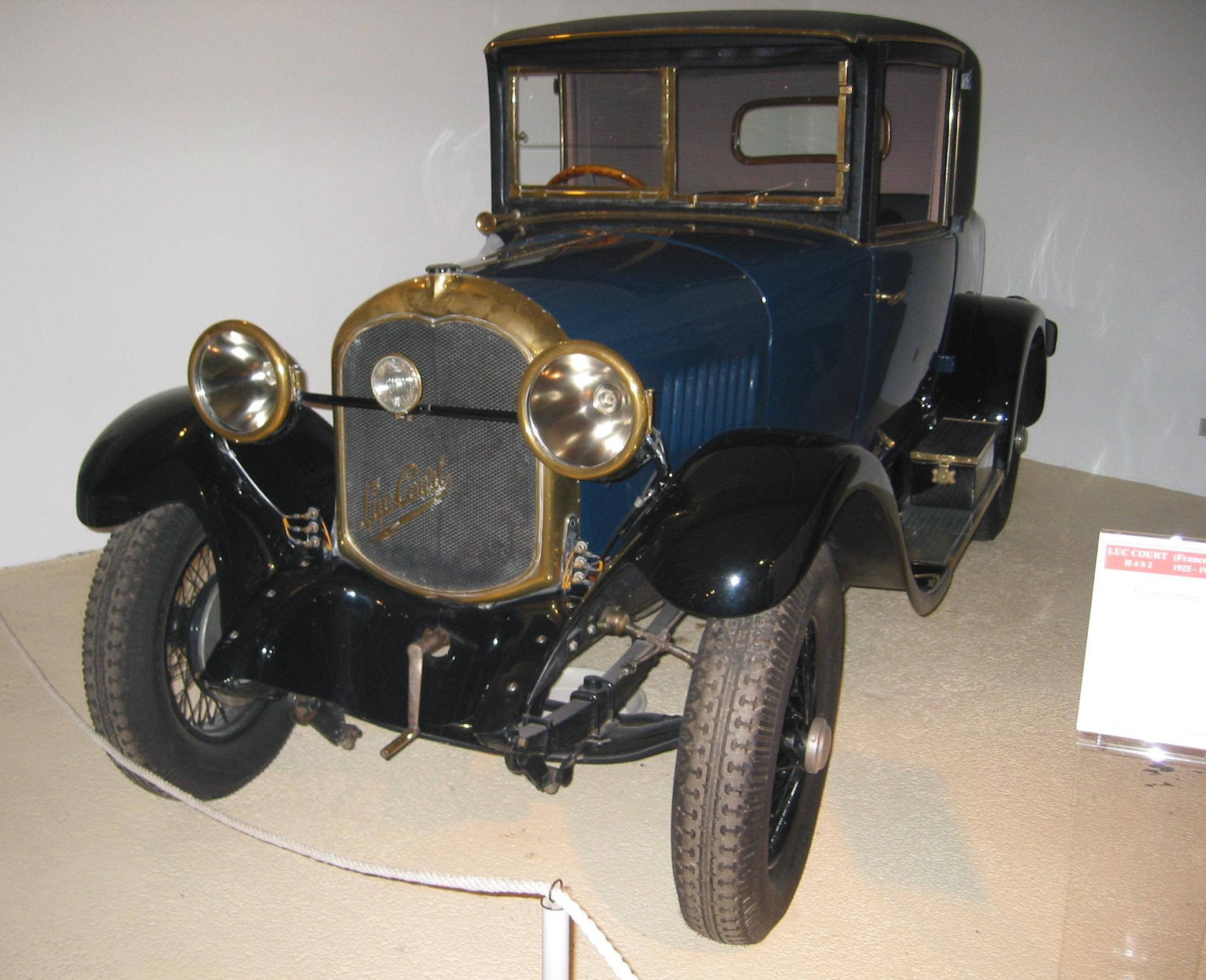
Luc Court von 1928